# Borgoricco
Borgoricco ist eine nordostitalienische Gemeinde (comune) mit 9002 Einwohnern (Stand 31. Dezember 2023) in der Provinz Padua in Venetien. Die Gemeinde liegt etwa 15 Kilometer nordwestlich von Padua. Borgoricco grenzt unmittelbar an die Provinz Venedig.

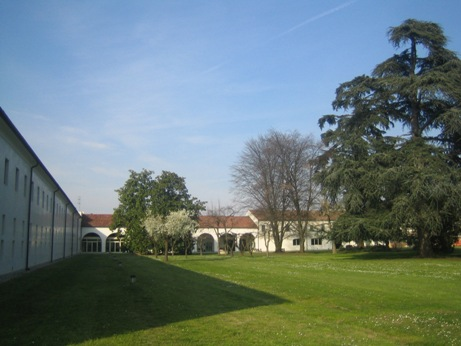
Villa Bressanin in Borgoricco

## Geschichte
Der Ortsname lässt auf eine Befestigung (Burgus) in der römischen Antike schließen.

## Gemeindepartnerschaften
Borgoricco unterhält seit 2003 eine Partnerschaft mit dem türkischen Kemerhisar in Zentralanatolien.